# 李天
李天（1938年10月2日—2018年4月11日），吉林省吉林市人，中国飞机空气动力学专家，中国航空工业第一集团公司沈阳飞机设计研究所研究员。

## 生平
1963年毕业于清华大学工程力学系。现任沈阳飞机设计研究所副总设计师。2005年当选为中国科学院院士。 2018年4月11日李天在沈阳去世。